# 켈리스
켈리스(Kelis, 1979년 8월 21일 ~ )는 미국의 싱어송라이터, 셰프이다.